# Groß Krams
Groß Krams é um município da Alemanha, situado no distrito de Ludwigslust-Parchim, no estado de Mecklemburgo-Pomerânia Ocidental. Tem 10,32 km² de área, e sua população em 2019 foi estimada em 184 habitantes.